# Piccola Venezia
Piccola Venezia (in tedesco Klein Venedig o Kolonie Welser, conosciuto anche come Regno di Venezuela o Governatorato del Venezuela), fu il nome di un territorio del nord-ovest dello stato attuale del Venezuela, che l'imperatore Carlo V cedette alla famiglia Welser dal 1528 al 1546. Il nome Piccola Venezia ricalca il toponimo spagnolo Venezuela, che per l'appunto ha lo stesso significato.

## Storia
Il futuro imperatore Carlo V contrasse molti debiti con i Fugger e i Welser, banchieri di Augusta, per l'elezione imperiale del Sacro Romano Impero. In base a una moderna stima, la somma dovuta da Carlo V ai Welser ammontò a un quantitativo compreso tra 143.000 e 158.000 fiorini.
Carlo V non fu in grado di rimborsare ai Welser il debito: propose così ai banchieri la cessione di un pezzo del Nuovo Mondo al posto del denaro. 
Carlo V e i Welser disciplinarono la concessione nel Trattato del Venezuela (in realtà fu firmato a Madrid) il 27 marzo 1528. Dai termini degli accordi i Welser furono autorizzati a nominare governatori e funzionari. Furono esentati dal pagamento della tassa sul sale e da tutti i dazi e le tasse portuali del porto spagnolo di Siviglia, da cui partivano le navi tedesche. Ebbero il permesso di rendere schiavi gli indios ostili e introdurre circa quattromila schiavi africani.
I Welser avrebbero dovuto costruire due città e tre fortezze. Un decimo dell'oro, dell'argento e delle pietre preziose ottenute nei territori della Piccola Venezia avrebbero dovuto essere devoluti al re di Spagna. Più tardi questa tassa aumentò a un quinto.
Nel 1529 Ambrosius Ehinger divenne il primo governatore della Piccola Venezia. Sbarcò con 281 coloni a Coro, il capoluogo di provincia di Coro, in seguito di tutto il Venezuela. Durante il periodo coloniale tedesco la città cambiò il nome di Coro in Neu Augsburg (Nuova Augusta). Nello stesso anno i tedeschi fondarono Neu Nürnberg (Nuova Norimberga, oggi Maracaibo). Originariamente Carlo V pensò di recuperare il debito con la vendita di oro, sale, schiavi e legni esotici; tuttavia, solo la tratta degli schiavi portò il profitto desiderato.

I governatori tedeschi iniziarono la vendita di schiavi indigeni: a tale scopo essi si dimostrarono più spietati di quanto furono gli spagnoli in precedenza. Anche la popolazione spagnola si sentì sfruttata dal Welser.

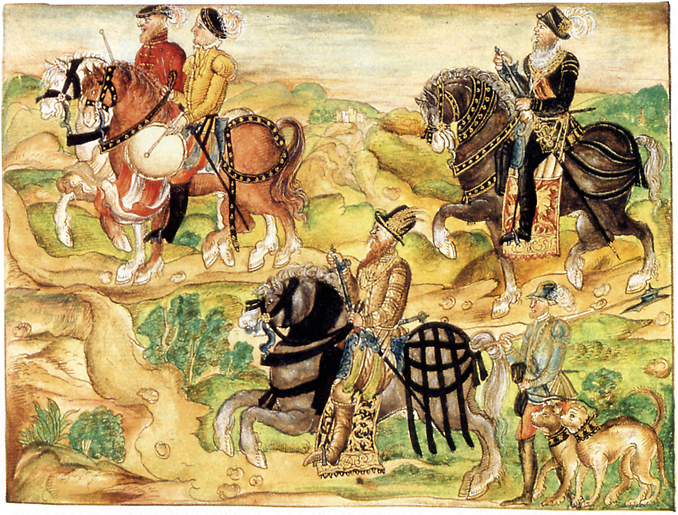
Partenza della spedizione Welser alla ricerca di El Dorado

Il missionario spagnolo Bartolomé de Las Casas scrisse in una relazione a Carlo V:
Il numero di denunce alla Audiencia Reale di Santo Domingo divenne molto alto. Nel 1536 il vescovo di Coro chiese una commissione di studio per esaminare le accuse di violenza contro gli spagnoli e i nativi.

## La ricerca di El Dorado
I governatori tedeschi dimostrarono ben poco interesse ai temi della giustizia. Nel 1529 il primo governatore delle terre dei Welser, Ambrosius Ehinger, partì per esplorare i territori ad ovest di Coro, ove fondò Maracaibo, all'epoca chiamata Neu Nürnberg, e il lato orientale dell'attuale Lago di Maracaibo, ove fondò una città, oggi scomparsa, chiamata Neu Ulm (Nuova Ulma). Dato che lo stesso Ehinger doveva recarsi ad Hispaniola per problemi di salute il reggente Nikolaus Federmann  senza l'autorizzazione della Audiencia di Santo Domingo,  si impegnò in una spedizione nel settembre 1530 nel bacino settentrionale del fiume Orinoco, alla ricerca del "mare meridionale" (il Pacifico), con 110 fanti, 16 cavalieri e 100 indiani. Non riuscì a conseguire l'obiettivo di aprire una rotta commerciale per l'Asia. Il 17 marzo 1531 tornò a Coro con 5565 pesos di oro. Per il fatto di non essere stato autorizzato, Federmann fu bandito in Europa da Ehinger per quattro anni.
Tornò ad Augusta, dove scrisse il suo "Indianische Historia. Ein schöne kurtzweilige Historia Niclaus Federmanns des Jüngern von Ulm erster raise" (pubblicato nel 1557).
Dopo il ritorno a Coro, con 40 cavalli, 130 fanti ed innumerevoli alleati indiani, Ehinger partì da Coro il 1º settembre 1531 per la sua seconda spedizione alla ricerca della leggendaria El Dorado. Attraversarono i monti Oca giungendo a Valledupar, lungo il fiume Cesar, e poi a Zapatosa. La spedizione si fermò qui per 3 mesi, per poi proseguire a sud, dove incontrarono una fiera resistenza delle tribù indigene, tanto da convincerli a tornare ad est lungo il fiume Lebrija. In questa spedizione furono obbligati a mangiare i propri cavalli ed i cani, perdendo molti degli indiani al seguito a causa, soprattutto, del freddo patito sulle montagne. Appena ripartirono verso casa furono attaccati dai Chitareros il 27 maggio 1533. Ehinger ed il capitano Estéban Martín caddero in un profondo burrone, dove furono colpiti dalle frecce degli indiani. Ehinger ricevette nel collo una freccia avvelenata. Nonostante i soccorsi portati dal padre di Augustine, Vicente de Requejada, Ambrosius Ehinger morì il 31 maggio 1533 e fu sepolto sotto un albero. La spedizione tornò a Coro senza di lui.
Il nuovo governatore Georg von Speyer nel 1536 fece partire una nuova spedizione assieme con Federmann ritornato a Coro alla ricerca del El Dorado. Durante questo viaggio fondò la città di Riohacha. All'inizio viaggiò lungo il versante orientale della cordigliera, per poi attraversare le Ande ghiacciate, la rotta del sale, ed incontrando la cultura avanzata dei Chibcha, il cui regno era già stato in gran parte conquistato ed occupato da Gonzalo Jiménez de Quesada. Assieme a Sebastián de Belalcázar, Federmann rifondò la città di Bogotà il 27 aprile 1539 dopo che Jiménez de Quesada non era riuscito a rispettare i requisiti della corona riguardo alla prima fondazione di Bogotá (6 agosto 1538). Tornarono a Coro a mani vuote.  La seconda spedizione assieme con Philipp von Hutten non ebbe successo e Speyer morì a Coro nel 1540.
Da Coro continuarono le spedizioni nell'interno del continente in numero sempre crescente. Nel contempo crebbe il malcontento della popolazione della Piccola Venezia contro i governatori tedeschi: la Spagna cominciò a riconsiderare i termini del Trattato di concessione ai Welser.

## Fine della Piccola Venezia
Dopo l'ultima spedizione alla ricerca di El Dorado, intrapresa dall'ultimo governatore tedesco della Piccola Venezia, Philipp von Hutten, gli spagnoli ripresero il territorio concesso ai Welser. La spedizione partì nel 1540: a questa ulteriore ricerca ed esplorazione della terre a ovest sulla costa colombiana e sud verso la Cordigliera delle Ande, partecipò anche il rampollo della famiglia Welser, Bartholomeus.
Questa spedizione durò cinque anni, dal 1540 al 1546. Tornando a Coro essi trovarono la situazione politicamente rovesciata: Juan de Carvajal aveva preso il potere in nome del re di Spagna. Il corpo di spedizione tedesco fu imprigionato in El Tocuyo: dopo un sommario processo, l'ex governatore e il rampollo dei Welser furono giustiziati. In quell'anno Coro riacquistò il nome originale e tornò a essere la capitale della Provincia del Venezuela.

## Governatori
I governatori tedeschi non ebbero grande fortuna. La loro morte, in un modo o nell'altro, si può legare alla carica ricoperta nel governo della Piccola Venezia.
Ehinger fu flagellato dalle febbri malariche contratte nel suo viaggio alla ricerca di El Dorado. Colpito da una freccia degli Indios morì dopo quattro giorni di agonia.
Il reggente Federmann, che pure tornò in Spagna, fu incarcerato dall'Inquisizione e gli furono sequestrate le terre del Nuovo Mondo di sua proprietà.
Peggiore fu la fine degli ultimi due governatori. Von Speyer morì dalle febbri nel corso della sua seconda spedizione nell'entroterra, mentre von Hutten, come detto, fu impiccato dagli spagnoli.

### Lista dei Governatori della Piccola Venezia
- 1529-1533 Ambrosius Ehinger
  - 1530-1533 Nikolaus Federmann (reggente)
- 1534-1540 Georg von Speyer
- 1540-1546 Philipp von Hutten